# قطبش (موج‌ها)
قُطبِش، قُطبیدگی، یا پُلاریزاسیون (به انگلیسی: Polarization)، از ویژگی‌های اساسی امواج عرضی است که راستای نوسان موج را در صفحهٔ عمود بر جهت انتشار آن نشان می‌دهد. در الکترومغناطیس، قطبش یک موج الکترومغناطیسی (مانند نور) نشان‌دهندهٔ راستای بردارِ میدان جابه‌جایی  الکتریکی(D) آن است.
امواج، قطبش‌های متفاوتی دارند؛ قطبش بیضوی، دایره‌ای (که حالت خاصی از قطبش بیضوی است.) و خطی.
قطبش نور در طبیعت و زندگی روزمره، بی‌آن‌که متوجه باشیم، بسیار به چشم می‌خورد. مثلاً قطبش نور، اساس کار نمایش‌گرهای کریستال مایع یا همان اِل‌سی‌دی (LCD) است. مواد کریستال مایع، دارای این ویژگی هستند که با اِعمال ولتاژ، می‌توانند قطبش نور عبورکننده از خود را تغییر دهند.

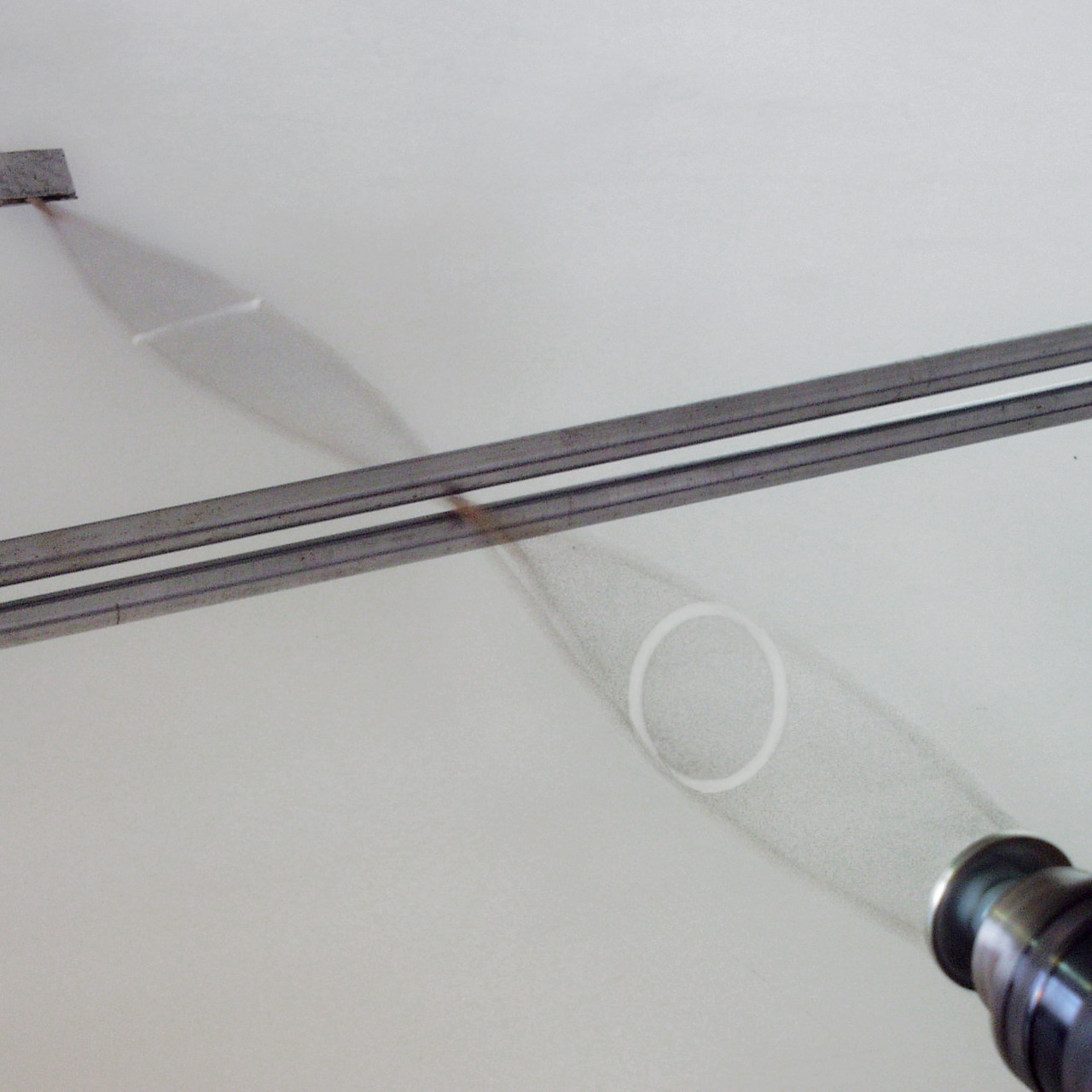
نمایشی از قطبش؛ یک ریسمان لاستیکی که یک سر آن به جایی ثابت، و سر دیگر آن با سرعت چرخانده شده تا قطبش دایره‌ای را تداعی کند. ریسمان در وسط خود از یک شکاف افقی گذرانده شده‌است. به دلیل افقی‌بودن شکاف، تنها ارتعاش افقی ریسمان به آن سوی شکاف منتقل می‌شود.

## انواع قطبش
امواج طولی (مانند صوت) قطبش ندارند، زیرا راستای نوسان و راستای پیشروی (انتشار) آن‌ها یکی است. در امواج عرضی (مانند نور) راستای نوسان میدان الکتریکی یکتا نیست و با قطبش تعیین می‌شود.
قطبش، عمود بر مسیر حرکت موج الکترومغناطیسی است. ممکن است میدان الکتریکی تنها در یک راستا نوسان کند (قطبش خطی)، یا این‌که راستای نوسانش، مُدام تغییر کند (قطبش چرخشی چپ‌گرد یا راست‌گرد).
در حالت کلی، قطبش امواج الکترومغناطیسی مسئله‌ای پیچیده‌است. مثلاً در فیبر نوری یا پرتوهای قطبیده (پلاریزه) در فضای آزاد، توصیف پلاریزاسیون موج پیچیده‌تر است، زیرا میدان‌ها، می‌توانند تا سه مؤلفه داشته‌باشند.
در مواد جامد، امواج صوتی می‌توانند به صورت عرضی باشند. در این حالت قطبش با مسیر تنش برشی در سطح عمود بر جهت انتشار در ارتباط است. این موضوع در زلزله‌شناسی اهمیت دارد. قطبش در علوم و تکنولوژی در رابطه با انتشار موج اهمیت دارد؛ مثل علوم نوری، مخابرات و رادار. 
قطبش نور را می‌توان اندازه گرفت.

## قطبش موج تخت (Plane wave)
ساده‌ترین مثال برای قطبش، در امواج تخت (مانند امواج الکترومغناطیسی، از جمله نور) است. در امواج الکترومغناطیسی، میدان الکتریکی و مغناطیسی، عمود بر جهت انتشار و نیز عمود بر یکدیگر نوسان می‌کنند. در تعیین قطبش، بردار میدان الکتریکی یا مغناطیسی در نظر گرفته‌می‌شود. برای مثال، میدان الکتریکی یک موج الکترومغناطیسی هارمونیک (تک‌فرکانس) که در راستای محور {\displaystyle z} منتشر می‌شود، دو مؤلفهٔ هم‌فرکانس دارد که دامنه و فاز آن‌ها لزوماً یکسان نیستند.
از نظر ریاضی، میدان الکتریکی این موج این‌گونه نوشته می‌شود.
{\displaystyle {\vec {E}}(x,y,z,t)=\mathrm {Re} \left[\left(A_{x},A_{y}e^{i\phi },0\right)e^{i(kz-\omega t)}\right]}
که در آن، {\displaystyle i} یکه موهومی، {\displaystyle e} ثابت نِپِر، {\displaystyle {\rm {{Re}[\cdot ]}}} بخش حقیقی، {\displaystyle k=2\pi /\lambda } عدد موج، و {\displaystyle \omega =2\pi f} فرکانس زاویه‌ای است؛ بنابراین، میدان الکتریکی {\displaystyle {\vec {E}}}، دو مؤلفهٔ {\displaystyle E_{x}} و {\displaystyle E_{y}} دارد که دامنه‌شان به ترتیب {\displaystyle A_{x}} و {\displaystyle A_{y}} است. این دو مؤلفه، اختلاف فاز {\displaystyle \phi } دارند، و عبارتند از {\displaystyle E_{x}=A_{x}\cos(kz-\omega t)} و {\displaystyle E_{y}=A_{y}\cos(kz-\omega t+\phi )}.
برای تعیین قطبش، می‌توان فرض کرد {\displaystyle z=0}، و {\displaystyle E_{y}} را برحسب {\displaystyle E_{x}} به دست آورد. قطبش این موج الکترومغناطیسی:

قطبش دایره‌ای موج، به عنوان برآیند دو مؤلفهٔ نوسانی موج (آبی و قرمز)

- خطی است، اگر {\displaystyle \phi =0}.
- دایره‌ای است، اگر {\displaystyle \phi =\pi /2} و {\displaystyle A_{x}=A_{y}}.
- بیضوی است، اگر {\displaystyle \phi \neq 0} و {\displaystyle A_{x}\neq A_{y}}.

## نور ناقُطبیده (پُلاریزه‌نشده)
نوری که به‌طور طبیعی از یک منبع نوری (مانند خورشید) و بدون گذر از هرگونه محیط مادی، یا بازتاب از هر سطح مادی که قطبش آن را تغییر دهد، نور ناقطبیده است.

## قطبش در طبیعت، علوم و تکنولوژی

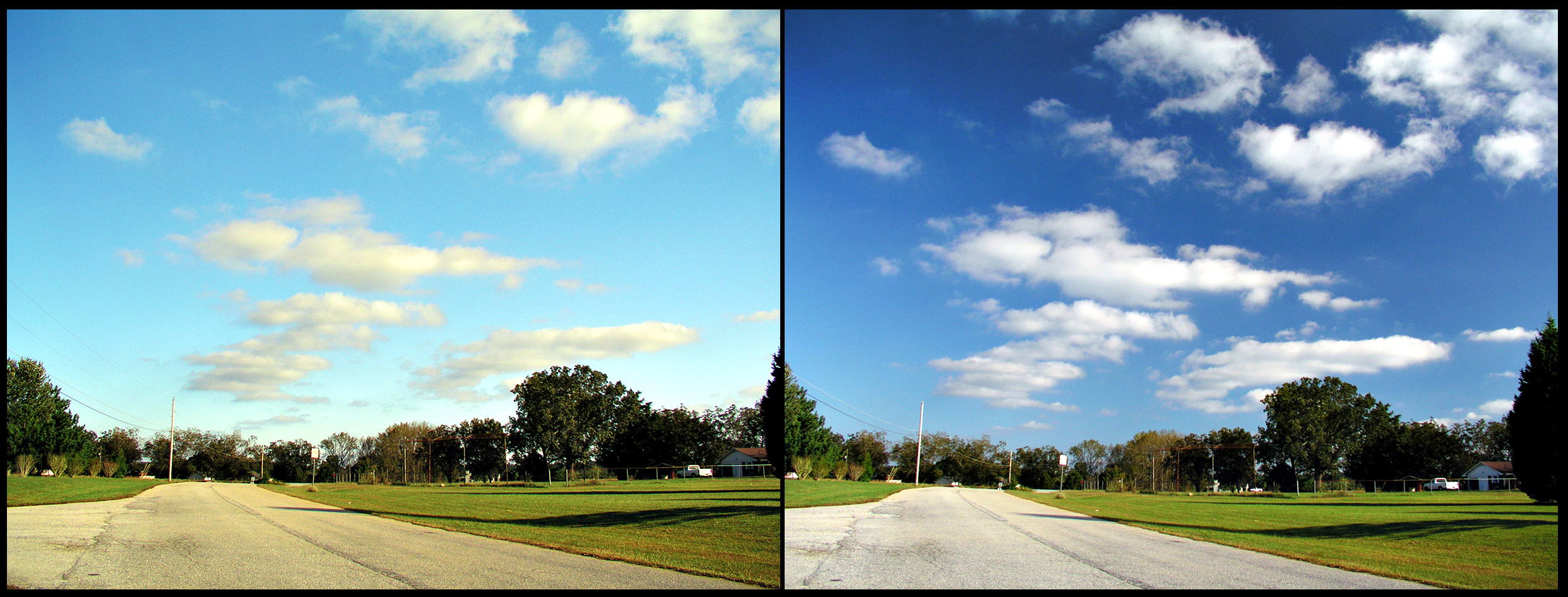
تاثیر فیلتر قطبنده بر نمایش آسمان در یک عکس. در عکس سمت راست از فیلتر استفاده شده‌است.